# Philippine Leroy-Beaulieu
Philippine Leroy-Beaulieu (Boulogne-Billancourt, 25 de abril de 1963) é uma atriz francesa. É filha do ator Philippe Leroy-Beaulieu e da modelo Françoise Laurent.

## Biografia e carreira
Viveu a sua infância na Itália, e foi viver para Paris aos 16 anos para estudar teatro contra a vontade dos seus pais; O seu pai, o ator Philippe Leroy-Beaulieu, tentou impedi-la de seguir os seus passos, mas não conseguiu. Estreou-se no cinema em 1983, com o filme Surprise Party de Roger Vadim. Em 1985, teve o seu primeiro grande papel no cinema (sendo indicada ao Prémio César de Atriz Mais Promissora), interpretando a mãe perturbada em Trois hommes et un couffin. O sucesso da comédia de Coline Serreau ajudou a promover a sua carreira cinematográfica, seguindo-se vários papéis em filmes como Les Possédés de Andrzej Wajda em 1988, Les Deux Fragonard de Philippe Le Guay e La Révolution française, de Robert Enrico e Richard T. Heffron (interpretou o papel de Charlotte Corday neste filme), cujo lançamento, em 1989, foi calendarizado para coincidir com as comemorações do bicentenário da Revolução de 1789.
Foi atriz principal no filme francês Natalia, exibido no Festival de Cannes de 1988.
Nos Estados Unidos, Leroy-Beaulieu tornou-se conhecida em 1984, pelo papel de Fauve Mistral na minissérie Mistral's Daughter, adaptada do romance com o mesmo nome, de Judith Krantz.

## Filmografia
| Ano           | Filme                                    | Papel                | Realizador                         | Notas                                        |
| ------------- | ---------------------------------------- | -------------------- | ---------------------------------- | -------------------------------------------- |
| 1984          | Mistral´s Daughter (L'Amour en héritage) | Fauve Mistral        | Douglas HickoxKevin Connor         | Minissérie de TV                             |
| 1988          | Natalia                                  | Natalia Gronska      | Bernard Cohn                       | Festival de Cannes de 1988                   |
| 1994          | Nove meses                               | Mathilde             | Patrick Braoudé                    |                                              |
| 2015          | Graziella                                | Amiga da Graziella   | Mehdi Charef                       |                                              |
| 2015–2018     | Dez Por Cento                            | Catherine Barneville | Lola Doillon, Laurent Tirard . . . | Série de TV (16 episódios)                   |
| 2020–presente | Emily in Paris                           | Sylvie Grateau       | Darren Star                        | Série de TV (30 episódios), Elenco principal |
| 2022          | The Crown                                | Monique Ritz         | Alex Gabassi                       | Série de TV (temporada 5, episódio 3)        |